# Thomas Vollnhofer
Thomas Vollnhofer (Oberpullendorf, 2 settembre 1984) è un ex calciatore austriaco, di ruolo portiere.

## Palmarès

### Club

#### Competizioni nazionali
- Fußball-Regionalliga (Austria): 1

St. Pölten: 2007-2008